# Nadia El Fani
Nadia El Fani (Arabisch: نادية الفاني) (Parijs, 1 januari 1960) is een Frans-Tunesische filmregisseur, scenarioschrijver en producent. Ze heeft vooral documentaires geregisseerd over mensenrechten, vrouwenrechten, secularisme en religiekritiek.

## Biografie

### Carrière tot 2011
Nadia El Fani is het kind van Franse moeder en een Tunesische vader. Haar vader Béchir El Fani was na de onafhankelijkheid een van de leiders van de Tunesische Communistische Partij. Hij verscheen in haar film Ouled Lenine ("Kinderen van Lenin"). Ze is de zus van cameraregisseur Sofian El Fani.
Nadia El Fani begon in de filmindustrie te werken als stagiaire in 1982 in de film Misunderstood (première in 1984) van de Amerikaanse regisseur Jerry Schatzberg, die werd opgenomen in Tunesië. Vervolgens werd ze eerste regieassistent en werkte onder meer samen met Roman Polański, Nouri Bouzid, Romain Goupil and Franco Zeffirelli. In 1990 regisseerde ze haar eerste korte film en stichtte haar eerste filmproductiemaatschappij in Tunesië, Z’Yeux Noirs Movies, om haar films te produceren en regisseren in dit land. Ze was nauw betrokken bij Tunesische militant feministische groepen en begon in 1993 documentaires te maken met Femmes Leader du Maghreb en Tanitez-moi.
El Fani verhuisde terug naar Paris in 2002 tijdens de postproductie van haar eerste lange fictiefilm Bedwin Hacker. Ze wilde ontsnappen aan het regime van Ben Ali, de Tunesische samenleving die naar haar gevoel steeds conservatiever werd onder druk van islamisten, en bedreigingen die ze ontving vanwege twee controversiële scènes in Bedwin Hacker.:26:10 Daarna regisseerde ze verscheidene documentaires, waaronder Ouled Lenine in 2008. In de herfst van 2009 werd bij El Fani borstkanker vastgesteld en werd gestart met de behandeling hiervan.